# Переулок Надежды Светличной
Переулок Надежды Светличной — переулок в Дарницком районе, г. Киева, местность Новая Дарница. Пролегает от Бориспольской до Тростянецкой улицы.
Примыкают улицы Юрия Литвинского и Волго-Донская.

## История
Переулок возник в 1950-х годах под названием 644-я Новая. В 1953 году получил название Волго-Донской. С 2023 года решили назвать улицу в честь Надежды Светличной.